# Гулизор (район Рудаки)
Гулизор (тадж. Гулизор) — село в районе Рудаки Республики Таджикистан. Входит в состав джамоата (сельской общины) Султонобод.
Находится на расстоянии 33 км от районного центра (пгт. Сомониён) и 33 км от центра джамоата (село Султонобод).
Население — 450 чел. (2017).